# Packawa (obwód witebski)
Packawa (biał. Пацкава; ros. Пацково, Packowo) – wieś na Białorusi, w obwodzie witebskim, w rejonie sieneńskim, w sielsowiecie Niamojta. W 2009 roku liczyła 9 mieszkańców.